# Língua muong
Muong (thiểng Mường) é um grupo de dialetos falados pelo povo Mường do Vietnã. Fazem parte da família das línguas austro-asiáticas e têm relação com a língua vietnamita. Conforme Phan (2012), os dialetos Mường não são mesmo uma única língua, nem mesmo muito relacionadas entre si, mas seus falantes se consideram etnicamente definidos de modo parafilético e taxonômica.
Os dialetos Mường são falados principalmente nas regiões montanhosas das províncias do norte da Vietnã de Hòa Bình, Thanh Hóa, Vĩnh Phúc, Yên Bái, Sơn La e Ninh Bình.
A língua Mường tem todos os seis tons da língua vietnamita; no entanto, o tom nặng (pesado) está presente apenas nas províncias Phú Thọ e Thanh Hóa, enquanto na Província de Hòa Bình, é mesclado com o tom s (agudo) . (conf. Hà Quang Phùng)

## Escrita
O Mường é escrito com um alfabeto latino vietnamita modificado que inclui consoantes adicionais como w e permite diferentes pares de consoantes e consoantes finais não usados pelos vietnamitas. (Hà Quang Phùng -2012)
O alfabeto latino usado pelo Muong não apresenta as letras F, J, S, Z; Usa, porém, as formas Â, Ê, Ô, O’, U’, Ă, Đ.
Os cinco tons (além do “médio” – não marcado) da língua são marcados na escrita por por:
- acento agudo – baixo descendente
- gancho acima da vogal – médio descendente
- til – gloltalizado ascendente
- acento grave – alto ascendente
- ponto abaixo da vogal – glotalizado descendente (Esse tom é usado apenas nas províncias de Phú Th e Thanh Hóa, em outras províncias se fundiu com alto tom crescente

## Fonologia

### Consoantes
A tabela a seguir detalha as consoantes desses dialetos que mostram uma distinção de voz Lênis e Sonora nas oclusivas (sendo Mường Bi, Mường Thành, Mường Động e Ba Trại).
|                |                | Bilabial    | Alveolar           | Palatal | Velar     | Glotal |
| -------------- | -------------- | ----------- | ------------------ | ------- | --------- | ------ |
| Nasal oclusiva | Nasal oclusiva | m /m/       | n /n/              | nh /ɲ/  | ng /ŋ/    |        |
| Oclusiva       | Lênis          | p /p/       | t /t/              | ch /c/  | c /k/     |        |
| Oclusiva       | Aspirada       | ph /pʰ/     | th /tʰ/            |         | kh /kʰ/   |        |
| Oclusiva       | Sonora         | b /b/       | đ /d/              |         | g /ɡ ~ ɣ/ |        |
| Fricativa      | Lênis          |             | x /s/              |         |           | h /h/  |
| Fricativa      | Sonora         | v/w/o/u /β/ | d/gi/i/y /z ~ j/   |         |           |        |
| Lateral        | Lateral        |             | l, tl /l, tl ~ kl/ |         |           |        |
O dialeto Mường Vang não possui nenhuma distinção entre os pares de oclusivas sonoras e surdas /p b/, /t d/, /k ɡ/, tendo apenas a forma surda de cada par. Os dialetos Mường Khói e Mường Ống têm a série completa sem voz, mas falta a /ɡ/ dentre as oclusivas sonoras. No dialeto Thạch Sơn, por outro lado, falta a /p/.
Além disso, o dialeto Mường Khói não possui a alveolar aspirada /tʰ/, mas em vez disso tem a /hr/ Esse dialeto também é descrito como tendo os labio-velares /kʷ/ e /kʷʰ/.
Todas essas consoantes podem aparecer no início das sílabas.. No final das sílabas apenas as nasais /m n ɲ ŋ/, as oclusivas surdas /p t c k/, a lateral /l/ e as semivogais /j w/ são permitidas. Destes fonemas, aos palatins /c ɲ/ foram analisadas como  semivogal + velar /ʲk ʲŋ/. Além disso, a distribuição da sílaba final em /c ɲ l/ parece ser mais restrita do que a distribuição das outras consoantes finais.

### Vogais
O inventário das vogais é dado na tabela a seguir. Parece ser bastante uniforme entre os diferentes dialetos. Duas das vogais (/ɤ/ e /a/) podem ser curtas ou longas.
|                 | Anterior    | Posterior   | Posterior   |
| não arredondada | Anterior    | arredondada |             |
| --------------- | ----------- | ----------- | ----------- |
| Fechada         | i /i/       | ư /ɯ/       | u /u/       |
| Meio fechada    | ê /e/       | ơ, â /ɤ, ɤ̆/ | ô /o/       |
| Meio aberta     | e /ɛ/       |             | o /ɔ/       |
| Aberta          | a, ă /a, ă/ | a, ă /a, ă/ | a, ă /a, ă/ |
Além desses monotongos há três ditongos: /iə, ɯə, uə/.